# 日胤 (園城寺)
日胤（にちいん、生年未詳 - 治承4年5月26日（1180年6月20日））は、平安時代後期に活躍した天台宗の僧。園城寺に属し、号は律静房（律上房）。父は千葉常胤。

## 経歴
『吾妻鏡』によれば、源頼朝の祈祷僧と伝えられている。頼朝の依頼により石清水八幡宮にて千日参籠して大般若経を無言転読する行を行っていたが、以仁王が園城寺に入ったことを知るとこれに従って平家と戦い、奈良の光明山鳥居での戦いで戦死した。頼朝の依頼は弟子の日恵が残りの分を果たして、翌年5月に頼朝に報告している。『平家物語』では日胤の死を知った頼朝が伊賀国山田郷を園城寺へ寄進したとされ、また『千葉大系図』には父・常胤が日胤の供養のために下総国印旛郡に円城寺を創建したとされている。千葉氏の一族が日胤の名跡を継いで円城寺氏と称したとされ、同氏の名前が千葉氏の家臣としてみられる。

## 参考資料
- 『日本人名大辞典』講談社
- 『国史大辞典』吉川弘文館（「日胤」武覚超）
- 『平安時代史事典』角川書店（「日胤」福田豊彦）